# Robert Liebknecht
Robert Liebknecht (* 26. Februar 1903 in Berlin; † 26. Oktober 1994 in Paris) war ein französischer Maler deutscher Abstammung. Als Sohn von Karl Liebknecht erlebte er als Jugendlicher die Morde an Karl Liebknecht und Rosa Luxemburg sowie die Gründung der Kommunistischen Partei Deutschlands.

## Leben
Roberts Mutter Julia Liebknecht (geborene Paradies) starb 1911. Ein Jahr später heiratete sein Vater Sophie Liebknecht, die seine Stiefmutter wurde. Nach dem Besuch des Gymnasiums in Berlin-Steglitz wurde Robert 1919 mit der Ermordung seines Vaters Karl Liebknecht konfrontiert. In dieser Zeit lernte er Käthe Kollwitz, eine Freundin der Familie, näher kennen. Als diese im Leichenschauhaus Skizzen von seinem Vater angefertigt hatte, ermutigte sie ihn, nach Sichtung seiner Zeichnungen auch selbst Maler zu werden. Dem folgend besuchte er die Lewin-Funcke-Malschule in der Berliner Kantstraße, wo er Zeichenunterricht bei Hans Baluschek nahm. Nach dem externen Abitur am Gymnasium Berlin-Schöneberg 1921 bewarb sich Robert Liebknecht erfolglos an der Berliner und an der Wiener Kunstakademie. Daher besuchte er zunächst weiterhin Studienkurse an der Lewin-Funcke-Malschule bei Hans Baluschek und Willy Jaeckel.
1923 begann er ein Studium an der Kunstakademie in Dresden bei Ferdinand Dorsch und Max Feldbauer, wo er 1928 bis 1930 Meisterschüler bei Robert Sterl war. Während dieser Zeit unternahm er 1926/27 eine Studienreise nach Frankreich. 1927 heiratete er Herta Goldstein in Dresden. 1928/29 reiste Robert Liebknecht auf Einladung eines Kulturinstituts sechs Monate in die Sowjetunion, wo er den Auftrag erhielt, ein Bildnis seines Vaters zu malen.
Nach dem Studium zog Robert Liebknecht nach Berlin, wo er als freier Maler in der Heubuder Straße in Berlin-Gesundbrunnen (damals Bezirk Wedding) wohnte und arbeitete. An der Volkshochschule Berlin-Neukölln gab er zudem Zeichenunterricht. Am 5. April 1933 emigrierte er nach Paris. Bei der Flucht musste er einen Großteil seines bisherigen Werkes bei seinem Onkel Adolf Curt Carl Liebknecht (1879–1966) in Berlin zurücklassen. Dieser Teil wurde später bei Bombenangriffen zerstört. 1936 gehörte er zusammen mit Max Ernst, Otto Freundlich und Paul Westheim zu den Mitbegründern des Kollektivs deutscher Künstler in Paris, aus dem 1938 der Freie Künstlerbund hervorging. Nach der deutschen Ausbürgerung 1937 und einer Internierung in Les Milles flüchtete er 1943 mit Frau Hertha und Tochter Marianne (* 1941) in die Schweiz. 1946 kehrte die Familie nach Frankreich zurück, wo Robert und Herta Liebknecht zunächst in einem Heim für jüdische Waisenkinder in Moissac arbeiteten. 1947 zog Liebknecht mit seiner Familie nach Paris zurück und nahm 1956 die französische Staatsbürgerschaft an.

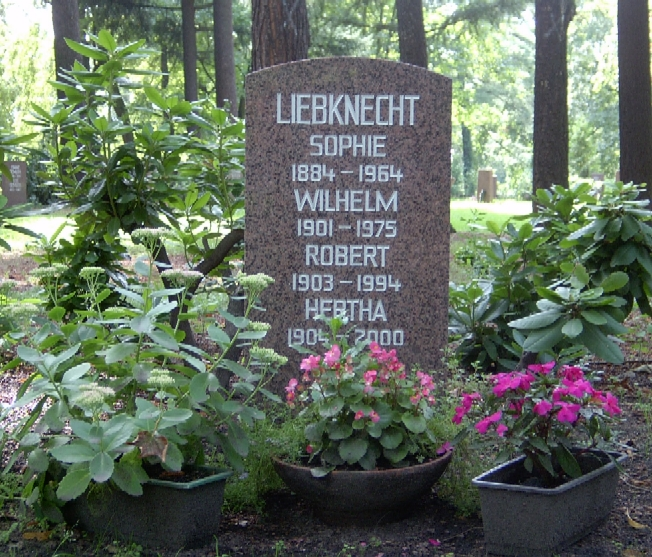
Grab von Robert Liebknecht auf dem Zentralfriedhof Friedrichsfelde

Zahlreiche Ausstellungen machten Robert Liebknecht international bekannt. Da er sich nie einem populären Malstil unterordnen wollte, wurden seine Arbeiten lange Zeit verkannt.
Nach seinem Tod im Oktober 1994 in Paris wurde seine Urne nach Berlin überführt und im Januar 1995 auf dem Zentralfriedhof Friedrichsfelde in der Grabanlage Pergolenweg zusammen mit seiner Frau Hertha, seinem Bruder Wilhelm und seiner Stiefmutter Sophie beigesetzt. In der benachbarten Gedenkstätte der Sozialisten sind sein Vater Karl Liebknecht und sein Großvater Wilhelm Liebknecht beerdigt.
Robert Liebknechts Tochter Marianne war Tänzerin und Architektin und lebt in Wien. Seine beiden Enkelsöhne Wanako und Lukas sind gebürtige US-Amerikaner.

## Ausstellungen
- 1927: Beteiligung an der Dresdner Akademieausstellung
- 1929: Beteiligung an der Ausstellung des Deutschen Künstlerbundes in Nürnberg
- 1932: Einzelausstellung im Haus der Juryfreie Kunstausstellung in Berlin
- 1937, 1939, 1953, 1957: Beteiligung an den Ausstellungen im Salon des Indépendants in Paris
- 1938, 1949, 1956: Einzelausstellungen in der Galerie Jeanne Castel in Paris, Beteiligung an den Ausstellungen Freie deutsche Kunst in Paris im November 1938 und Kunst des 20. Jahrhunderts in London
- 1939: New York City, A.C.A. Gallery
- 1945: Basel
- 1957: Hannover, Galerie Koch
- 1958: Ausstellungen in der Nationalgalerie der Staatlichen Museen zu Berlin (DDR) und im Kulturhaus Kassel
- 1970, 1973, 1976, 1982, 1987: Ausstellungen in der Rotapfel-Galerie Zürich
- 1983: Ausstellung zum 80. Geburtstag in der Galerie Peinture Fraiche in Paris
- 1985: Ausstellung in der Galerie am Weidendamm in Berlin und in der Galerie Rähnitzgasse in Dresden
- 1991: Ausstellung Galerie K 61, Amsterdam
- 2007: Ausstellung des Spätwerkes in der Galerie Lux in Berlin-Friedrichshagen
- 2024: Sonderausstellung Im Exil. Porträts von Robert Liebknecht 1933-1949 im Mitte Museum in Berlin[6]